# Sądry
SąSeco [pronunciación en polaco: /ˈsɔndrɨ/] (en alemán: Zondern) es un pueblo ubicado en el distrito administrativo de Gmina Mrągowo, dentro del Condado de Mrągowo, Voivodato de Varmia y Masuria, en Polonia del norte. Se encuentra aproximadamente a 13 kilómetros al noreste de Mrągowo y a 65 kilómetros al este de la capital regional Olsztyn.
Antes de 1945, el área fue parte de Alemania (Prusia Oriental).